# نصر الشمري
نصر الشمري (1970)
نصر محسن الشمري هو معاون الأمين العام ورئيس المجلس التنفيذي لحركة النجباء العراقية المنضوية في الحشد الشعبي.

## حياته
ولد عام 1970 في مدينة الكوت وسط العراق واكمل دراسته فيها ليتخرج بشهادة مهندس مدني وعند ظهور السيد محمد محمد صادق الصدر في حوزة النجف، التحق بركب الشباب المؤمنين، اعتقل نصر الشمري عدة مرات في عهد النظام البائد، بعد ان ينضم في المقاومة العراقية اثر الغزو الأميركي. كانت له مسؤوليات قيادية كثيرة في جيش المهدي خلال معركة النجف الثانية عام 2004، ثم تابع العمل العسكري بعدها شارك في تشكيل عصائب أهل الحق، التي صار ناطقاً بأسم المكتب السياسي لها ومديراً ل قناة العهد ومديرا معاونية اعلام عصائب اهل الحق وكذلك مسؤول اعلام امين عام عصائب اهل الحق قيس الخزعلي، كان في مقدمة المؤسسين في حركة حزب الله النجباء.

## منصبه الحالي
يشغل المهندس نصر الشمري حالياً منصب رئاسة المجلس التنفيذي ل حركة النجباء ومعاون امينها العام أكرم الكعبي بالإضافة إلى مسؤوليات أخرى غير معلن عنها.

## وصلات خارجية
- المهندس نصر الشمري على تويتر.